# 326 г. пр.н.е.
326 (триста двадесет и шеста) година преди новата ера (пр.н.е.) е година от доюлианския (Помпилийски) римски календар.

## Събития

### В Македонската империя
- Александър Велики прекосява река Инд.
- В битка при река Хадасп, която е последна от големите битки на Александър, македонският цар побеждава индийския владетел Пор. Победата е пълна и отпразнувана с провеждането на игри на мястото и основаването на градовете Буцефала, на мястото на македонския лагер, и Никея, на мястото на самата битка.[1] Впечатлен от храбростта и физическата височина на Пор, Александър го оставя да владее своите земи и приема неговите врагове за свои като атакува източния съсед на Пор, който е негов братовчед и анексира териториите му.[2]
- Александър желае да продължи похода на изток, но сред изтощената му армия достигнала бреговете на река Хифасис (Hyphasis, днешна Беас) избухва недоволство, което се оказва непоклатимо и поради, което царя обявява, че ще се завърне с войниците си на запад.[3] Той се връща при река Хадасп, където в Буцефала е построен голям флот от транспортни кораби командван от Неарх, с помощта на който голяма част от войската се придвижва на юг по течението, а останалите сили ги следват по суша. По пътя Александър напада земите на малите и ги побеждава, но е ранен сериозно, когато превзема последната им крепост. След като се възстановява той приема официалната капитулация на малите и оксиканите, а земите на юг до мястото, където река Acesines (Чанаб) се влива в Инд са консолидирани в голяма сатрапия поставена под командването на Филип, син на Махата.[4]
- След това Александър се насочва към Синд, където също е създадена сатрапия командвана от Питон.[4]

### В Римската република
- Консули са Гай Петелий Либон Визол и Луций Папирий Курсор.
- Приет е Lex Poetelia Papiria, който забранява нексума.[5]
- Квинт Публилий Филон става първият известен в историята проконсул.[5]
- Започва Втората самнитска война. Римляните извършват поход в Западен Самниум, самнитският гарнизон на Неапол е прогонен, а градът сключва съюз с Рим.[5]

## Родени
- Фарнаваз I, цар на Иверия (умрял 234 г. пр.н.е.)

## Починали
- Коин, македонски пълководец (роден ок. 360 г. пр.н.е.)